# Enzo Augello
Enzo Augello (Roma, 26 gennaio 1962) è un pallamanista italiano, di ruolo portiere.

## Carriera

### Giocatore

#### Club
Inizia a giocare a Roma nell'ottobre del 1975. Ha debuttato nella Serie A1 nel 1978 all'età di sedici anni, portiere più giovane di quegli anni, nella H. C. Roma allora sponsorizzata Renault. Nel 1981 si trasferisce a Cassano Magnago tra le file della Pallamano Tacca, arrivando a giocare i quarti di finale della Coppa delle Coppe. L'anno successivo passa tra le file dell'H. C. Scafati dove resterà per tre anni e nel 1984 vincerà il suo primo scudetto, prima squadra del sud a raggiungere un simile traguardo. Dopo un anno di militare trascorso giocando con le FF.AA., nel 1986 passa tra le file dell'Ortigia Siracusa vincendo il suo secondo scudetto con la formazione siciliana. Si ripeterà nei successivi due anni, inanellando con il club che lo consacra nel panorama pallamanistico ben 3 scudetti condito da una coppa Italia (stagione 1996-97) e dai quarti di finale di Coppa dei Campioni. Seguiranno negli anni successivi una serie di spostamenti che lo porteranno a giocare a Gaeta per tre anni, Ragusa, Mazara del Vallo e poi di nuovo a Siracusa.
Nella sua carriera ha collezionato 620 gare in massima serie, venendo ricordato ancora oggi tra i portieri più forti d'Italia. Nel 1976 vince le sue prime medaglie: a Rimini, argento nel campionato nazionale allievi e a Chieti, medaglia di bronzo nel campionato nazionale juniores. Nel 1983 e nel 1985 viene premiato con il Guerin d'Oro quale miglior portiere della stagione di Serie A.

#### Nazionale
Enzo Augello è stato tra i migliori portieri del panorama pallamanistico italiano. In maglia azzurra vanta circa dieci anni di attività ad alti livelli, con ben 176 presenze in nazionale. In nazionale vince la medaglia di bronzo ai Giochi del Mediterraneo disputati ad Atene, e nominato miglior azzurro ai Mondiali di Gruppo B svolti in Norvegia nel 1985. Nel 1992 si ritira dalla squadra nazionale per motivi familiari.

### Dirigente
Enzo Augello ha collaborato per diverse società, tra cui l'Albatro Siracusa e lo Scicli.
Nel 2020 viene ufficializzato dalla Pallamano Aretusa formazione siracusana militante in Serie B, ricoprendo il ruolo di preparatore dei portieri nel settore giovanile. Nello stesso anno viene nominato Coach dei portieri della Selezione Regionale Siciliana.

## Palmarès

### Giocatore

#### Club
- Campionato italiano di pallamano maschile: 4

H.C.Scafati: 1983-1984
Ortigia Siracusa: 1986-1987
Ortigia Siracusa: 1987-1988
Ortigia Siracusa: 1988-1989
- Coppa Italia (pallamano maschile): 1

Ortigia Siracusa: 1996-1997

#### Nazionale
- Giochi del Mediterraneo

Atene 1991: 